# Ligne B du métro de Los Angeles
Pour les articles homonymes, voir Ligne B et Ligne rouge.
La ligne B (en anglais : B Line) est une ligne du métro de Los Angeles mise en service en 1993. Ligne la plus fréquentée du réseau, elle relie Downtown Los Angeles à North Hollywood. Avant 2020, la ligne est nommée ligne rouge (Red Line),. Elle et la ligne D sont les seules lignes du réseau à ne pas être desservies par des métros légers.

## Histoire
La ligne B est mise en service le 30 janvier 1993 en tant que ligne rouge et est à l'époque composée de cinq stations, entre Union Station et Westlake/MacArthur Park. Il s'agit de la première ligne de métro à Los Angeles. En effet, la ligne A (alors ligne bleue), ouverte trois ans plus tôt, le 14 juillet 1990, est une ligne de métro léger.
La ligne a connu une dernière phase d'extension en 2000, afin de compléter la desserte du quartier de Hollywood et de relier North Hollywood, dans la vallée de San Fernando. En 2006, la branche vers l'ouest, tronçon de l'actuelle ligne D (alors ligne violette), est détachée de la ligne rouge et devient une ligne à part entière, partageant le tronçon entre Union Station en Wilshire/Vermont avec la ligne B (alors ligne rouge).

## Tracé et stations

### Tracé

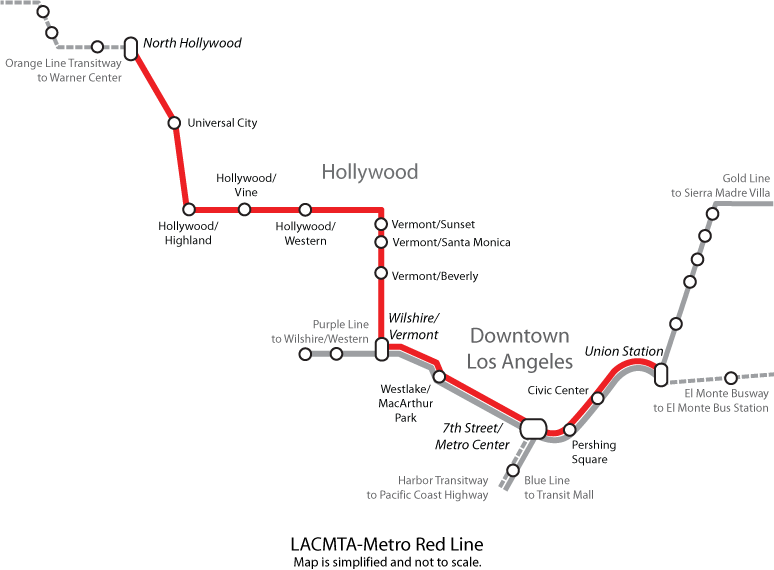
Tracé géographiquement exact de la ligne B.

La ligne B est composée de 14 points d'arrêt, reliant les stations Union Station à North Hollywood. 
La ligne B permet de correspondre avec trois des lignes de métro du réseau, soit les lignes A, D et E. Les lignes C et K ne disposent pas de station commune avec la ligne B.
L'ensemble des stations de la ligne est souterrain, ce qui n'est pas le cas dees lignes A, C, E et K, qui sont majoritairement aériennes.

### Liste des stations
Les stations de métro de la ligne sont présentées d'est en ouest :
|  |   |  | Station                    | Coordonnées                   | Localisation       | Correspondances                                                                                     |
|  | - |  | -------------------------- | ----------------------------- | ------------------ | --------------------------------------------------------------------------------------------------- |
|  | o |  | North Hollywood            | 34° 10′ 08″ N, 118° 22′ 36″ O | North Hollywood    | |
|  | • |  | Universal City/Studio City | 34° 08′ 21″ N, 118° 21′ 45″ O | Studio City        | |
|  | • |  | Hollywood/Highland         | 34° 06′ 06″ N, 118° 20′ 19″ O | Hollywood          | |
|  | • |  | Hollywood/Vine             | 34° 06′ 06″ N, 118° 19′ 37″ O | Hollywood          | |
|  | • |  | Hollywood/Western          | 34° 06′ 05″ N, 118° 18′ 33″ O | Hollywood          | |
|  | • |  | Vermont/Sunset             | 34° 05′ 54″ N, 118° 17′ 30″ O | East Hollywood     | |
|  | • |  | Vermont/Santa Monica       | 34° 05′ 25″ N, 118° 17′ 31″ O | East Hollywood     | |
|  | • |  | Vermont/Beverly            | 34° 04′ 35″ N, 118° 17′ 30″ O | Mid-Wilshire       | |
|  | o |  | Wilshire/Vermont           | 34° 03′ 25″ N, 118° 16′ 35″ O | Mid-Wilshire       | Ligne D du métro de Los Angeles                                                                     |
|  | o |  | Westlake/MacArthur Park    | 34° 03′ 25″ N, 118° 16′ 35″ O | Westlake           | Ligne D du métro de Los Angeles                                                                     |
|  | o |  | 7th Street                 | 34° 02′ 55″ N, 118° 15′ 31″ O | Financial District | Ligne A du métro de Los Angeles · Ligne D du métro de Los Angeles · Ligne E du métro de Los Angeles |
|  | o |  | Pershing Square            | 34° 02′ 58″ N, 118° 15′ 04″ O | Downtown           | Ligne D du métro de Los Angeles                                                                     |
|  | o |  | Civic Center               | 34° 03′ 15″ N, 118° 14′ 48″ O | Civic Center       | Ligne D du métro de Los Angeles                                                                     |
|  | o |  | Union Station              | 34° 03′ 21″ N, 118° 14′ 03″ O | Downtown           | Ligne A du métro de Los Angeles · Ligne D du métro de Los Angeles                                   |

1. ↑  Pour alléger le tableau, seules les correspondances notables sont indiquées.

## Exploitation

### Desserte
Il faut en moyenne 29 minutes pour relier North Hollywood et Union Station. 

### Matériel roulant
La ligne est équipée de rames Breda A650.
Ces rames seront bientôt remplacées par des CRRC HR2400.

### Tarification et financement
La tarification de la ligne est identique à celle en vigueur sur l'ensemble du réseau métropolitain.
Le financement du fonctionnement de la ligne est assuré par la LACMTA.

### Trafic

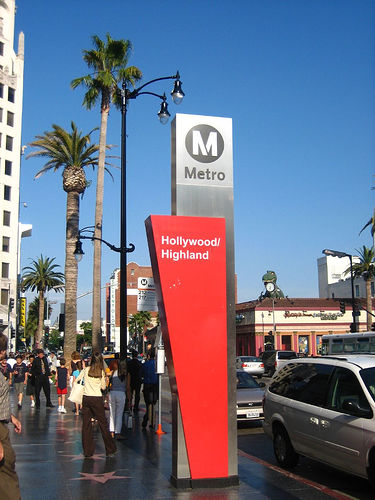
Attraction phare desservie par la ligne B : Hollywood Boulevard et le Walk of Fame.

Il s'agit de la ligne la plus fréquentée du réseau : pour le mois de décembre 2015, on estimait à plus de 140 000 le nombre de passagers l'utilisant quotidiennement,. La ligne est en effet située sur un tronçon qui abrite de nombreux sites touristiques, tels que Hollywood Boulevard (et son Walk of Fame) ou encore le parc d'attractions Universal Studios à Universal City. Le quartier d'affaires angelin est lui aussi desservi.